# Lijst van Akense beken
Deze lijst van Akense beken bevat een overzicht van de voornaamste beken in de Duitse stad Aken.

## Toelichting
De Akense beken (en bronnen) zijn al eeuwenlang de reden waarom mensen, en later ook industrieën, zich in Aken vestigden. Na de Kelten waren het vooral de Romeinen die waarde hechtten aan de vele beken en vooral aan de toen nog open warmwaterbronnen van Aken. In de 8e eeuw was de aanwezigheid van het thermale water voor de Karolingers een belangrijke reden om hier de Akense koningspalts te bouwen. Het belang van het water wordt weerspiegeld in de naam van de stad, zoals uitgedrukt in de woordstammen Ahha (uitgesproken als "Acha", Oergermaans voor "water") en aquis (Latijns ablatief meervoud: "aan de wateren") – beide de Germaanse en Latijnse wortels van het toponiem Aken. De Latijnse naam van de stad is Aquae Granni of Aquisgranum, waarbij granni/granum verwijst naar de Keltische god Grannus.
Later zorgde de waterkracht van de Akense beken voor de aandrijving van volmolens, kopermolens, graanmolens en oliemolens. De Akense lakenindustrie kon tot grote bloei komen door de aanwezigheid van schoon, stromend water, nodig voor het spoelen en verven van de wollen stoffen. De meeste Akense beken ontspringen op de beboste heuvels in het zuiden van de gemeente en monden uit – soms via een andere beek – in de Worm of de Inde; alleen de Selzerbeek (Duits: Senserbach) mondt uit in de Geul. De Worm en de Inde, hoewel genoemd in onderstaand overzicht, zijn feitelijk geen beken, maar zijrivieren van de Roer. Tot het einde van de 19e eeuw stroomden de stadsbeken open en bloot door de stad (soms daadwerkelijk als open riool), maar sindsdien zijn ze in bebouwde gebieden grotendeels aan het oog onttrokken door overkluizingen en buizenstelsels.

## Lijst van Akense beken
| Naam                    | Brongebied | Lengte (op Akens grondgebied) | Zijbeken en overlopen (alleen in Aken) | Molens (op Akens grondgebied) | Monding | Afbeelding                                       |
| ----------------------- | --- | ----------------------------- | --- | --- | --- | ------------------------------------------------ |
| Amstelbach              | omgeving Niersteiner Höfe in Vetschau                                                                                        | 6,2 km (13,5 km totaal)       | zijbeken Grünenthal en Zeche Karl Friedrich, Schönauer Bach, Horbach, zijbeken Heyder Feld en Fronrather Acker, Krombach                                                                                        | Obermühle, Untermühle | ten zuiden van Kasteel Rimburg (in de Worm); gedeeltelijk grensrivier D/NL                                                                                         | meer afbeeldingen                                |
| Beverbach               | Augustinerwald, ten westen van Grüne Eiche                                                                                   | 9,0 km                        | zijbeken Augustinerwald en Stachelkreuzweg, overloop Hitfeld, zijbeken Dornbusch, Kaninshecke en Brückchenweg, Hitfelder Bach, overloop Waldfriedhof, zijbeek Eselsweg                                          | Heidbendenmühle, Buschmühle, Grünenthalsmühle, Krautmühle, Bevermühle, Kirberichshofer Mühlen, Obere Papiermühle en Untere Papiermühle | nabij kruising Brabantstraße-Luisenstraße in het Frankenberger Viertel (in de Worm)                                                                                | meer afbeeldingen                                |
| Dorbach                 | nabij Reiterhof Reinartzkehl in het Friedrichswald ten zuiden van Hanbruch                                                   | 4,3 km                        | | | omgeving Sieben Quellen (in de Wildbach) | meer afbeeldingen                                |
| Gillesbach              | nabij Gut Waldhausen ten oosten van het Waldstadion in Steinebrück                                                           | 3,6 km                        | | | nabij hoek Brabantstraße / Oppenhoffallee in het Frankenberger Viertel (in de Worm)                                                                                | meer afbeeldingen                                |
| Goldbach                | nabij Gut Weyern, Eberburgweg                                                                                                | 1,2 km                        | Predigerbach | | nabij de kruising Prinz-Eugen-Straße / Malmedyer Straße in Burtscheid (in de Worm, via buizen)                                                                     |                                                  |
| Haarbach                | in de wijk Driescher Hof van Aken-Forst                                                                                      | 9,5 km                        | Brander Graben/Freunder Bach, Brander Bach, zijbeek Deltourserb, Rödger Bach, Weidenbach/Ellerbach | Harner Mühle, Nirmer Mühle, Scheidmühle, Kahlgrachtmühle, Welsche Mühle | nabij Höhe Tuchmacherweg in het stadsdeel Haaren (in de Worm) | meer afbeeldingen                                |
| Inde                    | ten zuidoosten van Raeren (België)                                                                                           | 10,2 km (54,1 km totaal)      | Fobisbach, Kalkhäuschenbach, Bechheimer Bach, Jammetsbach, Iterbach, Rollefbach, Steinbach | Schmithofener Mühle, Friesenrather Mühle, Hahner Mühle, Schlauser Mühle, Abteimühle Kornelimünster, Bilster Mühle, Komericher Mühle, Steinebrückmühle | ten zuidwesten van Jülich (in de Roer) | meer afbeeldingen                                |
| Iterbach                | ten zuiden van Raeren (België)                                                                                               | 4,7 km (15,4 km totaal)       | overloop Brandenburg, overloop Schniders, Hasbach | Klostermühle Brandenburg, Königsmühle Walheim | in Kornelimünster (in de Inde) | meer afbeeldingen                                |
| Johannisbach            | nabij Gut Hasselholz ten zuiden van Hanbruch                                                                                 | 3,8 km                        | Paunell | Pottenmühle, Junkersmühle, Plattenbauchmühle, Schönforster Mühle, Sackmühle, Untere Pletschmühle | nabij de Aachener Peterstraße (in de Pau) | meer afbeeldingen                                |
| Kannegießerbach         | nabij het Grundhaus aan de Lütticher Straße                                                                                  | 1,5 km                        | zijbeek Von-Halfern-Park | Weiße Mühle | nabij Hangeweiher (in de Pau) |                                                  |
| Kupferbach              | tussen Pommerotter Weg en Königsberg in het Aachener Wald                                                                    | 2,1 km                        | zijbeken Pionierquelle en Waldstadion, Grindelbach | | nabij de kruising II.-Rote-Haag-Weg / Eupener Straße bij Steinebrück (in de Worm, via buizen); stroomt eerst nog door het stuwmeer Kupferbach in het Aachener Wald | meer afbeeldingen                                |
| Pau                     | omgeving Ronheider Berg in het Aachener Wald                                                                                 | 4,1 km                        | Paubachstollen, Klotzweider Bach, Kannegießerbach, Bodenhofbach, Johannisbach | Lohmühle, Weiße Mühle, Gebrannte Mühle, Rosmühle, Kelmismühle, Brudermühle, Heppionsmühle, Obere Pletschmühle | omgeving Rehmplatz (in de Worm) | meer afbeeldingen                                |
| Paunell                 | omgeving Ronheider Berg (tak van de Pau, omwille van water- en energiebehoefte van de middeleeuwse stad door buizen gevoerd) |                               | | Schleifmühle Goethestraße, Pulvermühle Mozartstraße, Kupfermühle Karmeliterstraße | omgeving Willy-Brandt-Platz (in de Johannisbach) | gemeenschappelijke bronvijver van Pau en Paunell |
| Rödgerbach              | omgeving Lützow-Kaserne in Aken-Forst                                                                                        | 4,3 km                        | Ellerbach | | ter hoogte van de rioolwaterzuiveringsinstallatie van Eilendorf-Nirm (in de Haarbach)                                                                              |                                                  |
| Rollefbach              | Lichtenbusch, Oberforstbach, Schleckheim                                                                                     | 4,6 km                        | samenvloeiing van Holzbach en Oberforstbacher Bach bij Niederforstbach | | aan de zuidrand van de bebouwde kom van Aken-Brand (in de Inde) |                                                  |
| Selzerbeek (Senserbach) | noordhelling Vaalserberg | 7,3 km (13,7 km totaal)       | geen | Gassmühle, Lemierser molens | bij Wittem (in de Geul); deels grensrivier D/NL | meer afbeeldingen                                |
| Wildbach                | bij de Sieben Quellen in Seffent                                                                                             | 5,3 km                        | Dorbach, Schwarzbach, Diepekuhlbach, zijbeken Soerser Hochkirchen en Berger Heide | Obere Schurzelter Mühle, Untere Schurzelter Mühle, Wildbacher Mühle, Rahe-Mühle, Schleifmühle, Stockheider Mühle, Soerser Mühle, | omgeving Soers (in de Worm) | meer afbeeldingen                                |
| Worm                    | op de Düsbergkopf in het Aachener Wald                                                                                       | 9,9 km (57,0 km totaal)       | samenvloeiing van de takken Luttitz, Wolfsschluchtbach en Wurmarm Südost bij stuwmeer Diepenbenden; Kupferbach, Goldbach, Gillesbach, Beverbach, Pau, Hüttenbach, Haarbach, Rethelsiefen, Talbotbach, Wildbach, | Obere Diepenbender Mühle (Vullenbroichermühle/Faulenbroichmühle), Untere Diepenbender Mühle (Guedensmühle, later Gut Diepenbenden), Eismühle, Steinebrücker Mahlmühle, Rothager Mühle, Freundmühle / Haasmühle, Obere Kulpriemühle/Rotbendenmühle, Untere Kulpriemühle/Rotbendenmühle, Ellermühle, Heißenbergmühle/Heistermühle, Krebsmühle, Kockartzmühle, Warmweihermühle, Amyamühle, Weiße Mühle, Vorderste Mühle, Aretzmühle, Dennewartsmühle, Hundskirchhofmühle, Wischer Mühle, Steinerne Mühle, Hergelsmühle, Hochbrücker Mühlen | nabij Heinsberg (in de Roer); gedeeltelijk grensrivier D/NL | meer afbeeldingen                                |